# Владислав III Тънконоги
Владислав III Тънконоги (на полски: Władysław III Laskonogi) от династията на Пястите е княз на Полша през XIII век.